# Centrochlora
Centrochlora là một chi bướm đêm thuộc họ Noctuidae.